# Вранчоаја (Вранча)
Вранчоаја (рум. Vrâncioaia) насеље је у Румунији у округу Вранча у општини Вранчоаја. Oпштина се налази на надморској висини од 488 m.

## Становништво
Према подацима из 2002. године у насељу је живело 2982 становника, од којих су сви румунске националности.

### Хронологија
| Година       | 1992 | 1993 | 1994 | 1995 | 1996 | 1997 | 1998 | 1999 | 2000 | 2001 | 2002 | 2003 | 2004 | 2005 | 2006 | 2007 | 2008 | 2009 | 2010 | 2011 | 2012 | 2013 | 2014 | 2015 | 2016 | 2017 |
| ------------ | ---- | ---- | ---- | ---- | ---- | ---- | ---- | ---- | ---- | ---- | ---- | ---- | ---- | ---- | ---- | ---- | ---- | ---- | ---- | ---- | ---- | ---- | ---- | ---- | ---- | ---- |
| Становништво | 3409 | 3377 | 3359 | 3333 | 3277 | 3257 | 3226 | 3218 | 3198 | 3200 | 3149 | 3108 | 3079 | 3054 | 3011 | 2994 | 2972 | 2927 | 2913 | 2897 | 2874 | 2857 | 2845 | 2815 | 2795 | 2781 |